# Metopius interruptus
Metopius interruptus là một loài tò vò trong họ Ichneumonidae.